# Сант'Андреа дел Гариљано
Сант'Андреа дел Гариљано (итал. Sant'Andrea del Garigliano) је насеље у Италији у округу Фрозиноне, региону Лацио.
Према процени из 2011. у насељу је живело 516 становника. Насеље се налази на надморској висини од 146 м.

## Становништво
Према резултатима пописа становништва 2011. у општини је живело 1.566 становника.
| 1931. | 1936. | 1951. | 1961. | 1971. | 1981. | 1991. | 2001. | 2011. |
| ----- | ----- | ----- | ----- | ----- | ----- | ----- | ----- | ----- |
| 1.796 | 1.944 | 2.036 | 2.080 | 1.834 | 1.714 | 1.705 | 1.589 | 1.566 |